# دیوار ترومب

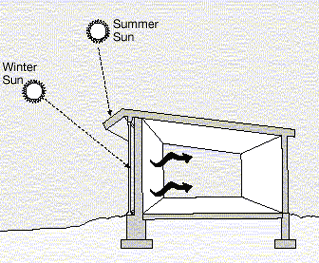
دیوار ترومب

دیوار ترومب (به انگلیسی: Trombe wall) نوعی سیستم گرمایشی خورشیدی ایست که در پنجره‌های رو به جنوب اجرا می‌شود اثری مشابه گلخانه داشته و به‌طور خلاصه اینطوری کار می‌کند. دیوار ترومب برای اولین بار توسط مخترعی فرانسوی در اواخر ۱۹۵۰ میلادی و سپس در آزمایشگاه در ایالت نیومکزیکو در آمریکا ساخته شد.
درهنگام شب، دمای سطح جذب‌کننده دیوار و لایه‌های مجاور آن به پایین تراز دمای هوای اتاق سقوط می‌کند. این امر باعث می‌شود که با متراکم تر شدن هوای سرد در فضای شیشه‌ای، هوای سرد از پایین وارد فضای خانه شده و هوای گرم از دریچهٔ بالا وارد محفظهٔ بین دیوار و شیشه می‌شود؛ لذا عملی‌ترین شیوه کنترل منافذ، صفحه‌ای سبک‌وزن است که روی منفذ بالایی دیوار ترومپ لحاظ می‌شود.

## سیستم جذب مستقیم
نوعی سیستم گرمایشی ایستا است که از پنجره‌های رو به جنوبی تشکیل شده‌است که در زمستان، نور خورشید را مستقیماً به داخل ساختمان هدایت می‌کنند این انرژی را توسط مصالحی با جرم حرارتی بالا، جذب می‌شود.

## محاسن جذب مستقیم
کمترین هزینه
- بیشترین کارایی
- استفاده از پنجره‌های بزرگ دید به منظر را تسهیل می‌کند
- می‌تواند به خوبی از پنجره‌های صفه‌ای و نور گیرهای سقفی استفاده کند.

## معایب جذب مستقیم
بیش از حد روشن که می‌تواند موجب خیرگی و پریدگی رنگ‌ها شود
- کف‌های ذخیره‌ساز حرارتی را نمی‌بایست با فرش پوشاند
- نوسانات نسبتاً بزرگ دما می‌بایست تحمل شود
- اگر تمهیداتی پیش‌بینی نشود ممکن است برافروختگی اتفاق افتد

## فضای خورشیدی
فضای خورشیدی نوعی سیستم گرمایشی خورشیدی ایستا است که از اتاق شیشه‌ای (آتریوم، گلخانه،...) واقع در ضلع جنوبی یک ساختمان تشکیل شده و از دیگر فضاها توسط یک دیوار مشترک جدا شده‌است.
نکاتی در مورد سیستم فضای خورشیدی:
- عملکرد یک فضای خورشیدی، بستگی به زاویهٔ جهت‌گیری شیشه‌های اصلی آن نسبت به جهت جنوب دارد.
- استفاده از جرم حرارتی؛ نقاط مناسب قرار دادن جرم حرارتی:
  - دیوار ذخیره‌ساز حرارتیِ جداکننده ساختمان
  - نسبت سطح جرم حرارتی به مساحت تصویرشده شیشه ۳ به ۱ است.
- شکل مخزن آب طوری باشد که نسبت سطح به حجم بیشتر باشد؛ به دلیل دریافت بیشتر تشعشعات خورشید و آزاد کردن گرمای بیشتر
- در دیوارهای انتهایی از شیشه استفاده نشود؛ بهتر است دیوارهایی عایق بندی شده باشند و چند تا بازشو برای تهویه در تابستان ایجاد کنیم.
- بام طوری طراحی شود که جرم داخلی این فضا به هنگام تابستان سایه اندازی شود و در عین حال امکان تابش را در زمستان فراهم کند.
  - دیوار مشترک؛ فضای خورشیدی باید از فضای نشیمن جدا باشد.
  - ایجاد منافذ در دیوار مشترک؛ چون شیوهٔ اصلی در اتصال حرارتی فضای خورشیدی و ساختمان مجاور از طریق جابجایی است.
- پهنای فضای خورشیدی؛ عملکرد با زیاد شدن پهنا افزایش می‌یابد
- گیاهان و دیگر اشیاء سبک‌وزن دارای این خاصیت می‌باشند که انرژی خورشیدی را سریعاً به هوای گرم شده انتقال می‌دهند.[۱]

## معایب دیوار ترومب

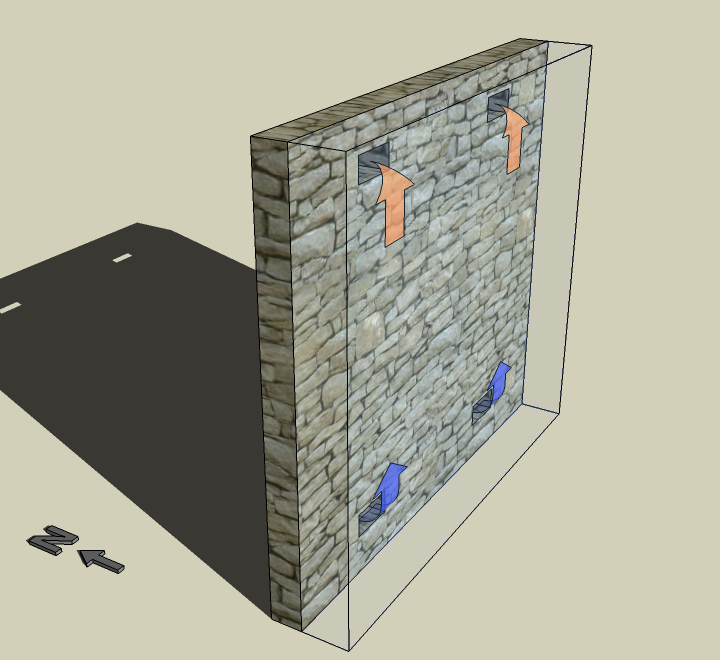
عملکرد دیوار ترومب

- با توجه به اینکه در این سیستم دیوار و شیشه‌ای که در جلوی آن قرار دارد فاصلهٔ خیلی نزدیکی دارند، تمیز کردن این شیشه از داخل، مشکل ساز است.
- ترموسیرکولاسیون معکوس در شب (هوای گرم از منفذ بالایی خارج و هوای سرد از پایین وارد فضای داخلی می‌شود)
- انباشته شدن گردوغبار روی شیشه از داخل، که همان بحث تمییز کردن است که در بالا گفته شد.
- نصب و راه‌اندازی و نگهداری عایق شبانه در این دیوارها دشوار می‌باشد.
- هزینهٔ بالا

## محاسن دیوار ترومب
به عنوان یک سپر محافظ‌کننده بین ساکنان و تغییرات دمای سطح جذب‌کننده گرما را از طریق ذخیره‌سازی حرارتی به کندی منتقل می‌کنند؛ به همین دلیل دما را هم تعدیل و هم به تأخیر می‌اندازند.

## سامانه خورشیدی غیرفعال
واژه سامانه خورشیدی ایستا به سیستمی گفته می‌شود که انرژی خورشیدی را بدون استفاده از پنکه، پمپ ذخیره ساخته و دوباره توزیع کند.

## عناصر اصلی
هرسامانه گرمایش خورشیدی ایستا دارای حداقل ۲ عنصر می‌باشد
- گردآور که از شیشه‌های رو به جنوب تشکیل می‌شود
- عنصر ذخیره‌ساز انرژی که معمولاً از جرم حرارتی تشکیل می‌گردد

## مواد ساخت دیوار ترومب
اگر چه دیوار ترومب معمولاً از مواد جامد مانند (بتن، آجر و خشت- سنگ – فلز) که با یک لایه هوا و یک لایه شیشه عایق دار و یک مخزن ترکیب شده‌است تا یک جمع‌کننده حرارتی خورشیدی را شکل دهند. ساخته شده ولی می‌توان آن را از ظروف محتوی آب نیز ساخت. نمونه سنتی این سامانه توسط استیو بایر برای سکونت خود ساخته شد. اکثر دیوارهای ابی از لوله‌های عمودی تشکیل می‌شوند، اگر لوله‌های فولادی مورد استفاده قرار گیرند ضلع رو به شیشه آن‌ها با رنگ تیره و ضلع رو به اتاق را با رنگی روشن رنگ آمیزی نمود ولی معمولاً این لوله‌ها را اغلب از پلاستیک‌های شفاف یا نیمه شفاف استفاده می‌کنند تا امکان عبور نور را میسر سازند. آب را می‌توان به همان صورت شفاف نگه داشت یا از مواد رنگی در آن استفاده نمود، لوله‌های شفاف به دلیل شکست نور در آن‌ها از زیبایی ویژه‌ای برخوردار می‌باشند. آب شفاف به همان اندازه اب رنگی یا ظروف کدر در ذخیره ساختن گرما کارآمد می‌باشند. ترکیبی از دیوارهای ترومب و سامانه جذب مستقیم معمولاً منجر به بهترین راه حل طراحی می‌شود در اقلیم گرم می‌بایست بر روی شیشه دیوار ترومب در طول تابستان یک صفحه سایه انداز کشید. مجموع مساحت نور گیرهای جنوبی نباید از۲۰ درصد زیر بنا تجاوز کند.

## ترومب نوین
دیوار ترومب متداول از یک دیوار بنایی معمولی بتنی با ضخامت ۴۰ تا ۲۰ سانتیمتر که با رنگ تیره پوشیده شده و از مصالح
جاذب حرارت در آن‌ها استفاده شده‌است و مجاور یک شیشه یک جداره یا دو جداره قرار می‌گیرد و شیشه با فاصله ۲۰ تا ۱۵۰ میلی‌متر از دیوار
قرار گرفته تا یک فضای جریان هوا ایجاد شود. گرمای خورشید پس از عبور از شیشه توسط دیوار جذب می‌شود و در آن ذخیره می‌شود و به آرامی توسط دیوار به داخل فضا هدایت شود. دیوار در طول روز گرم می‌شود و گرمایش را در طول شب به محیط داخل اتاق می‌دهد. یک سری دریچه‌هایی هم قرار دارد که می‌تواند در دیوار تعبیه شود تا اتاق را در طول روز هم گرم کند. شیشه مانع تابش گرما از سطح گرم دیوار به خارج می‌شود. گرمایی که توسط دیوار تابیده می‌شود در فضای بین دیوار و شیشه محبوس می‌شود و حدوداً ۸ ساعت طول می‌کشد تا گرما به فضای داخلی برسد. برای یک دیوار ترومب با ضخامت ۴۰ سانتیمتر حدود ۱۰اتاق در طول روز راحت و دور از گرما باقی می‌ماند و این به‌طور فزاینده‌ای استفاده از سامانه‌های گرمایی و سرمایی رایج را می‌کاهد.

## انواع دیوار ترومب

### دیوار ترومب بدون جریان هوا
در این دیوار ترومب از روش تشعشع برای انتقال گرما استفاده می‌شود گرمای خورشید در طول روز درون دیوار ذخیره می‌شود و در شب به روش تشعشع به داخل فضا آزاد می‌شود بنابراین این نوع دیوار ترومب فقط برای گرمایش به ویژه در شب استفاده می‌شود. این دیوار نقشی در گرمایش فضا در روزهای زمستان و سرمایش فضا در فصول گرم بازی نمی‌کند.

### دیوار ترومب با جریان هوا
در این نوع دیوار از روش تشعشع و برای انتقال انرژی می‌باشد. دو دریچه دمپر با ابعاد ۲۰ در ۵ به فاصله مساوی در بالا و پایین دیوار تعبیه می‌شود. برخلاف نوع قبلی این نوع دیوار می‌تواند هم به عنوان یک سامانه گرمایشی و هم به صورت یک سامانه سرمایشی عمل نماید. فاصله بین دو جداره دیوار ترومب در روش جابه جایی ۱۰ تا ۱۵ سانتی می‌باشد.

### دیوار ترومب بومی
عدم وجود شیشه در این دیوارها بدان معنی نیست که نقش شیشه در آن‌ها حذف شده‌است. بلکه در نوع بومی دیوار ترومب، مصالح دیگری، جایگزین شیشه شده‌است. دیوار ترومب بومی به‌طور معمول در ضلع جنوبی بنا قرار می‌گیرد. این دیوار متشکل است از دو دیوار آجری که نسبت به هم با فاصله معینی قرار گرفته‌اند و بین آن‌ها یک فضای خالی وجود دارد دیوار آجری خارجی با ضخامت کمتری نسبت به دیوار داخلی می‌باشد. در حقیقت دیوار خارجی نقشی مشابه با شیشه را در دیوارهای ترومب نوین بازی می‌کند.

## پنجره‌ها در دیوار ترومب
پنجره‌ها کارایی را تقلیل می‌دهند ولی ممکن است که برای نور طبیعی و دلایل زیبا شناختی استفاده شوند. اگر صفحه شفاف بیرونی به میزان زیادی اشعه فرابنفش را منتق کند و پنجره درون دیوار حرارتی شیشه معمولی داشته باشد، استفاده مفید از نور فرابنفش برای گرم کردن در حین ممانعت از برخورد اشعه‌های فرابنفش با انسان و مبلمان صورت خواهد گرفت.
در طراحی اولیه، دمای بسیار کمی از گرمای ذخیره شده را فضای داخل جذب می‌کرد و بیشتر این گرما در شب با جریان به سمت محیط بیرون از دست می‌رود، به این دلیل که مقاومت در مقابل جریان گرما بین سطح جمع‌کننده و فضای داخلی هر دو در یک سمت است. دیوارهای حرارتی مدرن دریچه‌هایی دارند که به قسمت بالا و پایین شکاف هوای بین صفحه شفاف و جرم حرارتی اضافه شده‌است. هوای گرم شده در حین همرفت به فضای داخلی ساختمان جریان پیدا می‌کند. دریچه‌ها درپوش‌های یک طرفه‌ای دارند که از همرفت در حین شب جلوگیری می‌کنند. این نوع طراحی یک جمع‌کننده حرارتی کاراست. با حرکت دادن حرارت دور از سطح دریافت‌کننده، از دست دادن حرارت در شب را به میزان زیادی کاهش می‌دهد و دریافت حرارت کلی را افزایش می‌دهد؛ و در کل دریچه‌های فضای داخلی در ماه‌های تابستانی که کسب حرارت نامطلوب است بسته می‌شوند.

## عایق‌کاری
در طول شب اتلاف حرارت از جرم حرارتی می‌تواند همچنان مفید باشد. همچنان می‌توان با عایق کردن سمت روبه صفحه شفاف جرم حرارتی سازوکار این سیستم را بهبود بخشید. عایق کاری اتلاف حرارتی در شب را بسیار کاهش خواهد داد و باعث کاهش بسیار کم جذب حرارت در روز خواهد شد.

## دریچه تخلیه
دریچه تخلیه نزدیک بالای دیوار که برای بیرون دادن هوا در طول تابستان استفاده می‌شود. این چنین دریچه‌هایی باعث می‌شوند که دیوار ترومب مانند یک دودکش خورشیدی عمل کند که هوای تازه را در طول روز حتی اگر نسیمی نباشد، به داخل پمپ کند.